# Anastasija Kedrina
Anastasija Nikolaevna Kedrina (in russo Анастасия Николаевна Кедрина?; San Pietroburgo, 3 aprile 1992) è un'ex sciatrice alpina russa.

## Biografia
Attiva in gare FIS dal dicembre del 2007, la Kedrina ha esordito in Coppa Europa il 28 gennaio 2009 a Götschen in slalom speciale e in Coppa del Mondo il 28 novembre 2010 ad Aspen nella medesima specialità, in entrambi i casi senza completare la gara. Il 27 gennaio 2012 ha disputato la sua seconda e ultima gara nel massimo circuito, la supercombinata di Sankt Moritz, anche in questo caso senza portarla a termine.
Ai Mondiali di Schladming 2013, sua unica presenza iridata, si è piazzata 31ª nella discesa libera e 24ª nella supercombinata; si è ritirata al termine di quella stessa stagione 2012-2013 e la sua ultima gara è stata uno slalom gigante FIS disputato a Kirovsk il 7 aprile, chiuso dalla Kedrina al 7º posto.

## Palmarès

### Coppa Europa
- Miglior piazzamento in classifica generale: 87ª nel 2012

### Nor-Am Cup
- Miglior piazzamento in classifica generale: 12ª nel 2012
- 4 podi:
  - 1 vittoria
  - 1 secondo posto
  - 2 terzi posti

#### Nor-Am Cup - vittorie
| Data             | Località | Paese  | Specialità |
| ---------------- | -------- | ------ | ---------- |
| 15 dicembre 2011 | Panorama | Canada | GS         |

Legenda:

GS = slalom gigante

### South American Cup
- Miglior piazzamento in classifica generale: 4ª nel 2013
- Vincitrice della classifica di supergigante nel 2013
- 3 podi:
  - 1 vittoria
  - 1 secondo posto
  - 1 terzo posto

#### South American Cup - vittorie
| Data             | Località | Paese | Specialità |
| ---------------- | -------- | ----- | ---------- |
| 5 settembre 2012 | La Parva | Cile  | SG         |

Legenda:

SG = supergigante

### Australia New Zealand Cup
- Miglior piazzamento in classifica generale: 5ª nel 2011
- 6 podi:
  - 3 secondi posti
  - 3 terzi posti

### Campionati russi
- 6 medaglie:
  - 4 ori (supergigante, supercombinata nel 2009; discesa libera, supergigante nel 2012)
  - 1 argento (slalom speciale nel 2009)
  - 1 bronzo (slalom gigante nel 2009)